# Wuchang (Harbin)
Wuchang léase Uú-Cháng (en chino:五常市, pinyin:Wǔcháng Qū) es una ciudad bajo la administración directa de la Subprovincia de Harbin, capital provincial de Heilongjiang , República Popular China. El municipio yace en una llanura con una altitud promedio de 119 m s. n. m., ubicada 95 km al sur del centro financiero de la ciudad. Su área total es de 7502 km², de los cuales 22 km² pertenecen a la zona urbana y su población proyectada para 2010 fue de 881 224 habitantes.

## Administración
El distrito de Wuchang se divide en 24 pueblos que se administran en  9 poblados, 2 poblados étnicos, 10 villas y 3 villas étnicas.